# Mesoxaea nigerrima
Mesoxaea nigerrima är en biart som först beskrevs av Heinrich Friese 1912.  Mesoxaea nigerrima ingår i släktet Mesoxaea och familjen grävbin. Inga underarter finns listade i Catalogue of Life.